# Oecetis luenae
Oecetis luenae is een schietmot uit de familie Leptoceridae. De soort komt voor in het Afrotropisch gebied.